# Олениненська сільська рада
Олениненська сільська рада — орган місцевого самоврядування у Камінь-Каширському районі Волинської області з адміністративним центром у с. Оленине.

## Населені пункти
Сільській раді підпорядковані населені пункти:
- с. Оленине

## Населення
За переписом населення України 2001 року в сільській раді мешкало 1057 осіб.

### Мова
Розподіл населення за рідною мовою за даними перепису 2001 року:
| Мова       | Відсоток |
| ---------- | -------- |
| українська | 99,91 %  |
| російська  | 0,09 %   |

## Склад ради
Рада складається з 16 депутатів та голови.

## Керівний склад сільської ради
| ПІБ                           | Основні відомості                                                                              | Дата обрання | Дата звільнення |
| ----------------------------- | ---------------------------------------------------------------------------------------------- | ------------ | --------------- |
| Шпанчук Анатолій Панасович    | Сільський голова, 1971 року народження, освіта                                                 | 26.03.2006   | 31.10.2010      |
| Сидорук Олександр Віталійович | Сільський голова, 1986 року народження, освіта вища, член Всеукраїнського об'єднання «Свобода» | 31.10.2010   |                 |

Примітка: таблиця складена за даними джерела